# Tribalisierung
Tribalisierung („Stammesbildung“) bezeichnet in der Volkskunde die Bildung von Gemeinschaften auf der Grundlage gemeinsamer kultureller Wurzeln und Merkmale oder politischer und religiöser Interessen (bspw. innerhalb eines Vielvölkerstaates). Der Begriff geht zurück auf den politikwissenschaftlichen Begriff des Tribalismus.
In der Soziologie beschreibt Tribalisierung die Entwicklung von Jugendszenen („Stammeskulturen“) infolge gemeinsamer (bspw. musikalischer) Präferenzen und Freizeit-Aktivitäten (siehe Szenen, Jugendkulturen, Peergroups). Die Aufspaltung in Interessengemeinschaften erfolgt gezielt oder zufallsbedingt und hat den Zerfall eines früheren Gemeinschaftssystems zur Folge. Thiele/Taylor sprechen von über 400 verschiedenen Jugendkulturen.

„Eng damit verbunden ist der Trend immer mehr Jugendlicher, die Freizeit in Gleichaltrigengruppen zu verbringen, welche sie als entscheidende Impulsegeber für ihre Lebensgestaltung begreifen, wo sie menschliche Nähe, Geborgenheit und die Möglichkeit zur Kommunikation erfahren.“

Allerdings kann dies auch gewaltförmige oder rassistische Strukturen hervorrufen, in dem sich „in den Jugendkulturen quasi unterschiedliche 'Stämme' herausbilden, die nicht nur bestimmte Territorien besetzen, sondern sie gegen fremde 'Eindringlinge' auch mit aggressiven Mitteln verteidigen.“
Mit der sog. Identitätspolitik zersplittere die Gesellschaft in immer neue Kollektive, die für ihre partikularen Gruppeninteressen kämpfen.